# Абдурашидов, Рустам Каримуллаевич
Руста́м Каримулла́евич Абдураши́дов (10 февраля 1989, с. Бабаюрт, Бабаюртовский район, Дагестанская АССР, РСФСР, СССР) — российский борец вольного стиля, бронзовый призёр чемпионата России 2015 года, мастер спорта России. Выступает в весовой категории до 61 кг. Его наставниками в разное время были Али Исхаков, Гамзат Абасов и Заслуженный тренер СССР и России Магомед Гусейнов. Представляет хасавюртовское училище олимпийского резерва.

## Спортивные результаты
- Чемпионат России по вольной борьбе 2015 года — ;
- Мемориал Али Алиева 2015 года (Каспийск) — ;
- Турнир «Александр Медведь» 2013 года (Минск) — ;
- Мемориал Али Алиева 2012 года (Каспийск) — ;
- Межконтинентальный кубок 2015 года (Хасавюрт) — ;
- Турнир «Хизри Шихсаидов» (Буглен) — ;
- Турнир «Сослан Андиев» 2010 года (Владикавказ) — ;